# Галанд (револвер)
Галандов револвер, познат и под именом Галанд и Сомервил (енгл. Galand and Sommerville revolver), белгијски револвер из 19. века, познат по веома компликованом механизму за избацивање чаура. Склоп цеви и цилиндра клизи уздужно од стојећег затварача док се полуга за избацивање (која чини штитник окидача) повлачи надоле. Истрошене чауре се повлаче помоћу дискоидног екстрактора како се револвер отвара. Масовно коришћен у француској и руској војсци.

## Историја
Шарл Франсоа Галанд био је француски пушкар из Париза, који је радио у Лијежу у Белгији. Са својим партнером Сомервилом из Бирмингема, 1868. заједно су патентирали револвер са механизмом за избацивање чаура, који се потом производио у Бирмингему и Лијежу. Иако није постао популаран у Великој Британији, велики број ових револвера произведен је у Белгији.

## Карактеристике
Најупадљивија карактеристика овог револвера јесте његов веома сложен, али ефикасан механизам за избацивање празних чаура, што је веома убрзавало пуњење. Осовина добоша била је веома дуга, и пружала се испод цеви. На предњем крају осовине била је шарком спојена полуга за избацивање чахура, која се пружала са доње стране револвера, уједно формирајући штитник за окидач и причвршћена бравом на задњем крају за тело револвера. Ова полуга је краћом полугом на шаркама била повезана са предњим делом тела револвера. Повлачење полуге за избацивање наниже отварало је оквир револвера и повлачило је предњи део рама, цев и добош напред по осовини добоша, остављајући празне чауре на дискоидном или звездастом избацивачу, тако да су се могле истрести једним покретом, док се широко отворен добош могао напунити веома брзо. Ово је омогућавало знатно већу брзину пуњења него код других револвера тог времена (Колт Миротворац, Адамс), који су се већином пунили кроз резу иза цилиндра, а чауре избацивале шипком једна по једна.

## Употреба
Галандов револвер из 1868. калибра 12 мм са 6 метака, произведен у Лијежу, усвојен је као службено оружје руске морнарице под именом 4½-линије Галанд револвер док није замењен револверима Наган после 1895. године.